# Schloss Obernitz

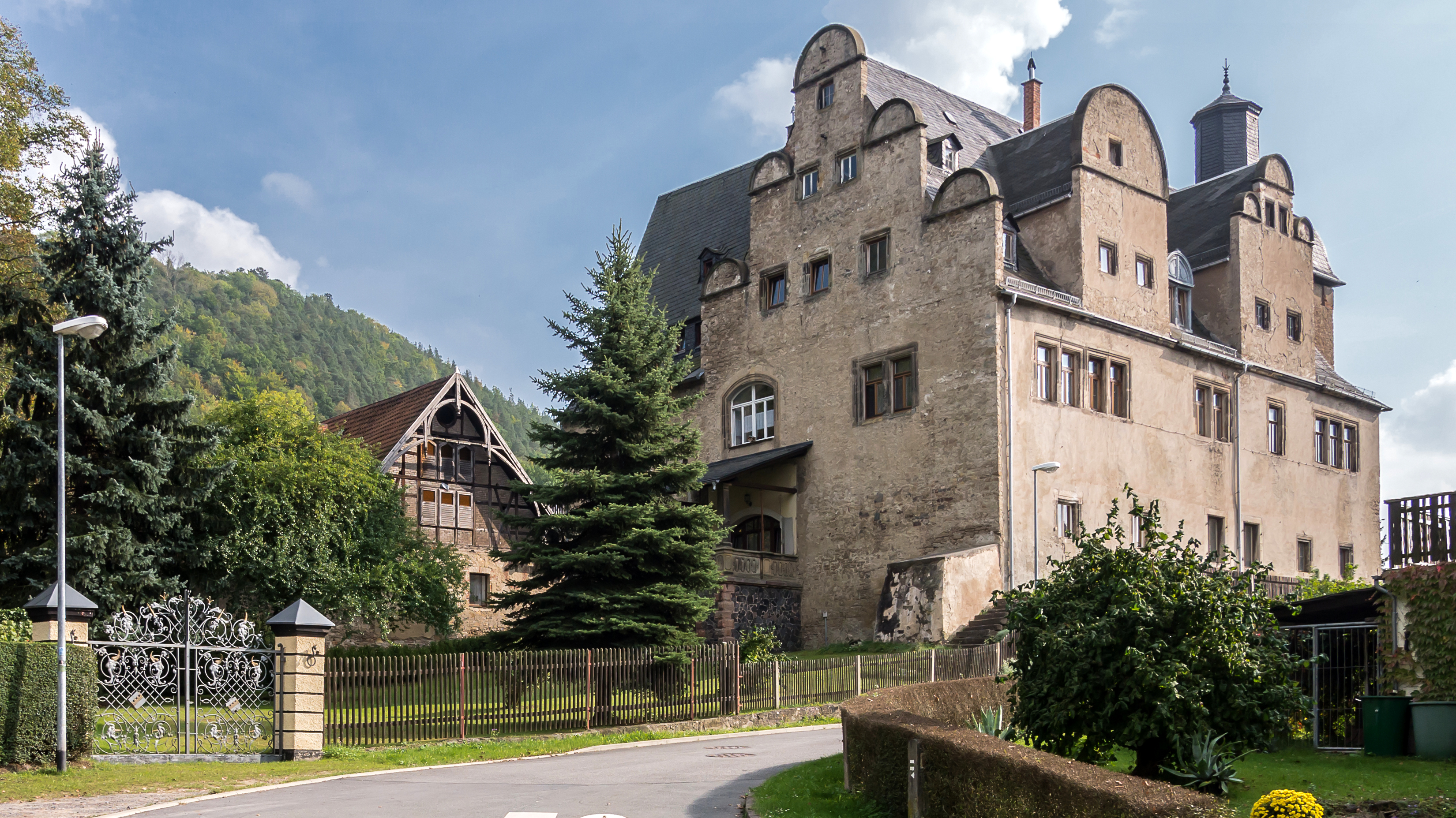
Obernitz Janusz-Korczak-Straße 1–3 Schloß Gesamtanlage

Das Schloss Obernitz befindet sich im Stadtteil Obernitz der Stadt Saalfeld im Landkreis Saalfeld-Rudolstadt in Thüringen.

## Lage
Die Burg Obernitz stand an der Stelle des heutigen renovierungsbedürftigen Schlosses auf einer schmalen Felsterrasse im Saaletal östlich der Saale und der Bundesstraße 85.

## Geschichte
Die Turmhügelburg Obernitz wurde bereits 1152 erwähnt. Auch den Herren von Obernitz begegnet man seit 1258 in Urkunden. Ihr Besitz ging 1534 an die Herren von Thüna. Sie bauten auf den Kellergewölben der Burg ein Renaissanceschloss. Es ist ein einfacher Bau mit mehreren Renaissancegiebeln. An der Südseite steht ein viereckiger Turm mit barocker Haube. Seine unteren Teile stammen wohl aus dem Spätmittelalter. Im Hof steht neben der Einfahrt ein Wendeltreppenturm.

## Besitzer
Über die Jahrhunderte gab es mindestens sieben Besitzer, darunter auch der frühere Saalfelder Schokoladenfabrikant Dr. Ernst Hüther. Die Stadt Saalfeld war bis 2004 Eigentümer des nach 1945 zu Wohnzwecken genutzten Schlosses. 2004 verkaufte sie das Objekt an die Familie Clemm von Hohenberg.
Seit Januar 2025 ist das Schloss im Privatbesitz von Schauspieler Kai Markus Brecklinghaus aus Ratingen in Nordrhein-Westfalen.